# Battaglia di Port Louis
La battaglia di Port Louis fu un combattimento navale minore nell'ambito delle Guerre rivoluzionarie francesi combattuto l'11 dicembre 1799 alla foce del fiume Tombeau presso Port Louis sull'isola francese di Île de France (oggi Mauritius), nell'Oceano Indiano. La Preneuse aveva originariamente fatto parte di un potente squadrone di sei fregate inviate nell'Oceano Indiano nel 1796 al comando del contrammiraglio Pierre César Charles de Sercey, ma lo squadrone venne sciolto nel 1798 e dall'estate del 1799 la Preneuse rimase come unica nave di peso nelle schiere francesi nell'area. La battaglia di Port Louis fu il culmine di tre mesi di razzie compiute dalla fregata Preneuse al comando del capitano Jean-Matthieu-Adrien Lhermitte che aveva ottenuto commissione di minacciare il commercio inglese presso il Canale di Mozambico sin quando Lhermitte non incontrò uno squadrone di navi inglesi da guerra presso la Baia di Alogoa il 20 settembre, riuscendo appena a sfuggire alla HMS Jupiter (50 cannoni).
Ritornato all'Île de France nel dicembre di quello stesso anno, Lhermitte rimase a Port Louis ma venne intercettato da uno squadrone inglese che comprendeva la HMS Tremendous (74 cannoni) e la HMS Adamand (50 cannoni). Incapace di trovare un porto sicuro dove rimanere, Lhermitte portò la Preneuse presso la foce del fiume Tombeau. Dopo un breve scambio di colpi la fregata francese ormai ridotta ad un relitto si arrese agli inglesi che salvarono i superstiti e bruciarono quel che rimaneva della nave.

## Antefatto
Nel 1796 la Royal Navy britannica dominava le Indie Orientali e lo continuò a fare nel corso di tutte le Guerre rivoluzionarie francesi sino all'arrivo dello squadrone di sei fregate della marina francese comandate dal contrammiraglio Pierre César Charles de Sercey. Tra queste navi vi era la fregata Preneuse (40 cannoni) comandata dal capitano Jean-Matthieu-Adrien Lhermitte. La Preneuse non aveva lasciato la Francia con Sercey, ma aveva proceduto in maniera indipendente verso l'Atlantico e si era unita allo squadrone francese a Port Louis all'Île de France. Sercey spiegò il suo squadrone nelle Indie Orientali olandesi, ma subì la frustrazione dell'Azione del 9 settembre 1796 e dell'Incidente dello Stretto di Bali del gennaio del 1797 successivamente ritornò alla base di Port Louis. Qui lo squadrone si divise, con un insieme di navi venne rinviato in Francia in parte ed in parte utilizzato per missioni indipendenti.
La Preneuse si separò dal resto del gruppo nel marzo del 1798, portando messaggi di supporto e 86 militari a bordo per Tipu Sultan del Regno di Mysore, stato nemico degli inglesi nell'India meridionale che combatteva come alleato della Francia. Le istruzioni di Lhermitte avevano enfatizzato l'operazione, ma il 20 aprile egli attaccò il porto britannico di Tellicherry e catturò i mercantili East Indiaman Woodcot e Raymond. Questo allertò gli inglesi sulla missione della Preneuse e sebbene i rinforzi fossero riusciti a sbarcare senza problemi a Mangalore il 24 aprile, le relazioni diplomatiche tra inglesi e Mysore collassarono, portando allo scoppio della Quarta guerra anglo-mysore dall'anno successivo, nel corso della quale Tipu Sultan rimase ucciso ed il suo regno venne assorbito come parte dell'India britannica
Lhermitte salpò quindi per ricongiungersi con Sercey e con la corvetta Brûle-Gueule a Batavia nelle Indie Orientali olandesi per poi ricongiungersi come da piano allo squadrone spagnolo di Manila. Questa forza combinata attaccò un convoglio della Compagnia britannica delle Indie Orientali presso il Fiume delle Perle nel gennaio del 1799, ma nel successivo incidente di Macao i francesi vennero battuti da uno squadrone della Royal Navy. Sercey, avvilito, tornò ad ovest verso l'Île de France, cercano di evitare ulteriori scontri con le navi inglesi che ne bloccavano il porto. Al suo arrivo questi scoprì che la Preneuse e la Brûle-Gueule erano le uniche navi rimaste del suo comando originario, mentre le altre erano tornate in Francia o erano andate perse in battaglia.

## La battaglia di Algoa Bay

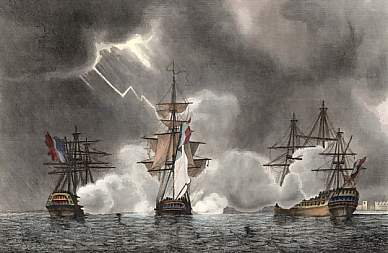
L' Affare della Preneuse, in un dipinto di L. Garneray, 1837

Nel settembre del 1799 Sercey disperse le sue navi rimanenti. La Brûle-Gueule venne rinviata in Francia il 26 settembre portando i prigionieri politici locali; la corvetta andò ad incagliarsi a Pointe du Raz con pesanti perdite umane. La Preneuse ottenne l'ordine di operare contro il commercio inglese al largo delle coste del Sudafrica, salpando da Port Louis il 4 agosto. Lhermitte focalizzò i suoi sforzi nel Canale del Mozambico e nelle vicinanze della Colonia del Capo inglese ed il 20 settembre incontrò uno squadrone ancorato alla Baia di Algoa comprendente la HMS Camel (24 cannoni), la HMS Rattlesnake (16 cannoni) e lo schooner Surprise. La sua forza d'arme venne supportata da un corpo di spedizione straordinario al comando del generale Francis Dundas che combatteva nella Terza guerra Xhosa. La Camel venne rifornita con supporti militari adeguati ma la nave non era ancora pronta per dar battaglia.
Lhermitte si avvicinò alle navi ancorate alle 18:00, con una bandiera falsa danese. La Camel ad ogni modo si insospettì e ben presto riuscì ad intuire che la Preneuse altri non era che una fregata nemica. Il tenente William Fothergill, l'ufficiale più anziano del convoglio, sparò dei colpi d'avvertimento che Lhermitte ignorò. Entrambe le navi inglesi si predisposero dunque all'azione. Alle 20:30, la Preneuse iniziò ad avvicinarsi alla Rattlesnake e Fothergill aprì immediatamente il fuoco, seguito dalla Camel. Lhermitte restituì i colpi sarati, focalizzandosi sul fianco della Camel. A mezzanotte la Camel aveva subito pesanti colpi allo scafo che avevano portato a delle infiltrazioni d'acqua che avevano costretto parte della ciurma ad impegnarsi in operazioni di pompaggio dell'acqua verso l'esterno. Lhermitte probabilmente credeva che la Camel avesse deciso di abbandonare la battaglia e pertanto rivolse il suo fuoco alla Rattlesnake, con la quale il combattimento continuò sino alle 03:30. A quel punto Lhermitte levò l'ancora e si portò fuori dal raggio dei cannoni inglesi. Rimase nella baia sino alle 10:00 prima di dirigersi in mare aperto. Le perdite inglesi ammontarono a due morti e dodici feriti, ma sia la Camel che la Rattlesnake ne erano uscite pesantemente danneggiate. Venne poi riportato da fonti francesi che l'Lhermitte si era ritirato dal campo di battaglia dopo aver individuato la presenza dello schooner Surprise che, a suo parere, era in realtà un bricco navale ben armato, sbagliandosi clamorosamente. Le perdite della Preneuse nell'azione ammontarono a 40 tra morti e feriti e la fregata ne uscì pesantemente danneggiata; messaggi relativi al suo cattivo stato vennero fatti pervenire al comandante della Colonia del Capo, George Losack che inviò la HMS Jupiter (50 cannoni) ad inseguirla.
Il 9 ottobre dopo aver trascorso un'intera notte alla baia di Algoa, la Jupiter scoprì la posizione della Preneuse alle coordinate 34°41′S 27°54′E e le diede la caccia. Il mare era turbolento a causa di una pesante burrasca da nordovest e la caccia continuò sino alla sera successiva quando il capitano William Granger non fu in grado di sparare un colpo alla nave francese. Lhermitte rispose coi propri cannoni. Granger si riprese rapidamente dai danni subiti dalla Preneuse ma le condizioni del mare erano tali da rendere impossibile il continuare del duello ad alta velocità e per di più nel cuore della notte, per più di due giorni. Alle 14:00 del 10 ottobre Granger si trovò infine sufficientemente vicino per coinvolgere Lhermitte in azione, ma le navi inglesi necessitavano di urgenti riparazioni e la Preneuse fu in grado di fuggire. Granger ritornò a Table Bay il 16 ottobre.

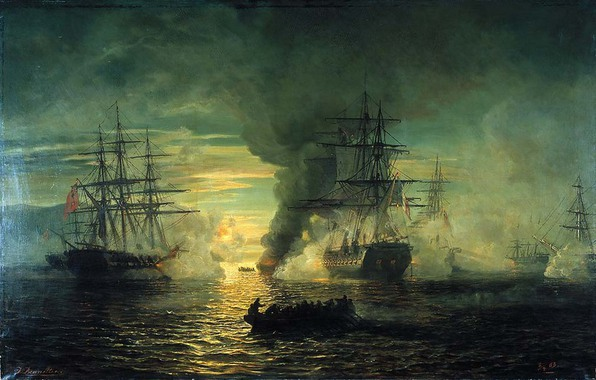
La baia di Algoa, 20–21 settembre 1799. La fregata francese Preneuse contro la HMS Camel e la nave corsara Surprise

## La caccia al largo di Port Louis
Lhermitte ebbe ben pochi altri successi in seguito, e la Preneuse fece ritorno a Port Louis già all'inizio di dicembre del 1799. L'entrata al porto era bloccata dalla nave inglese HMS Tremendus (74 cannoni) al comando del capitano John Osborn e dalla HMS Adamant (50 cannoni) al comando del capitano William Hotham. Queste navi erano state inviate sul posto specificatamente per intercettare la Preneuse giungendo a Port Louis il 7 dicembre e riuscendo poi ad intercettare i vascelli mercantili francesi Benjamin e Bienfait oltre a quello spagnolo Nuestra Señora del Carmen. Quattro giorni dopo avvistarono la fregata Adamant avvicinarsi da nordest e fare pressione su Lhermitte al punto che egli non poté sfuggire e venne costretto ad arenare la sua fregata sulle spiagge della foce del fiume Tombeau.
Alle 15:00 Lhermitte ordinò di tagliare gli alberi della Preneuse e di aprire il fuoco sulla Adamant. Per più di due ore la nave di Hotham compì delle manovre per ritrovarsi alle 17:30 in posizione di fuoco, lanciando una potente bordata che fece naufragare la Preneuse. Dalle 17:45 era ormai chiaro che una qualsiasi ulteriore resistenza sarebbe risultata vana e Lhermitte issò bandiera bianca. La Preneuse si era arresa, ma i suoi danni erano tali che qualsiasi riparazione sarebbe risultata sconveniente.
Hotham e Osborn discussero sul da farsi e si risolsero a distruggere la nave per impedire che tornasse nelle mani dei francesi. Il tenente Edward Grey coi suoi uomini venne inviato dunque ad attaccare la Preneuse alle 20:00, ma quando questi uomini giunsero sul posto si accorsero che a bordo erano rimasti solo gli ufficiali e una manciata di marinai, mentre il resto dell'equipaggio aveva avuto l'opportunità di fuggire a terra mentre la nave si trovava spiaggiata piuttosto che divenire prigionieri di guerra. Tra i catturati vi fu lo stesso Lhermitte, al quale venne permesso di portare con sé i propri bagagli personali seppur da prigioniero. L'ordine di incendiare il relitto venne poi eseguito senza la perdita di un sol uomo.

## Conseguenze
Dal momento che la Preneuse si era arenata presso Port Louis, Sercey ebbe l'opportunità di osservare tutto lo scontro e la distruzione dell'ultima nave del suo squadrone originario del 1796. Comandante senza più alcun comando si portò in seguito in Francia e si ritirò dalla marina militare, scegliendo poi con la sua famiglia di insediarsi all'Île de France come proprietario di una piantagione. L'azione non lasciò ai Francesi in quel frangente forze sufficienti nelle Indie Orientali per continuare a minacciare il commercio inglese oltre a squadre di pirati locali. Gli unici altri rinforzi giunti nella regione da parte della Francia per tutta la durata del conflitto fu la fregata Chiffone che venne intercettata e catturata nella Battaglia di Mahé poco dopo il suo arrivo nel 1801, anche se sostanziali rinforzi giunsero all'Île de France prima dello scoppio delle Guerre napoleoniche nel 1803.
Lhermitte venne criticato dagli storici per il suo fallimento che apportò gravi danni alla marina francese della baia di Algoa: William James la descrisse come "un'azione deplorevole". Granger fu pure pesantemente criticato per la sua performance nell'azione dell'11 ottobre: William Laird Clowes considerò che non vi fosse spiegazione sul "perché fosse stato condotto un tal fallimento da parte della Jupiter", mentre James scrisse riguardo all'azione con la Jupiter che "indubbiamente fu la causa del trionfo del capitano L'Hermite ed una disgrazia ben calcolata a presagio delle sorti della Preneuse alla baia di Algoa".